# 川島栗斎
川島 栗斎（かわしま りっさい、1755年（宝暦5年）- 1811年9月9日（文化8年7月22日））は、江戸時代の儒学者・神道家。名は正臣・寛正、のち直正。通称は専蔵、栗斎・清々翁と号した。

## 来歴・人物
近江国大津で生涯を送る。
山崎闇斎学派の奥野寧斎、のち西依成斎に学んだ。文化8年に死去（享年57）。大津の傳光院に葬られた。
門人に上原立斎・内堀英長・中村益斎等がいる。著書に『撃壌集』『喪葬私考』『或問雑説』等があり、『論語講義』『神代巻講義』他、多くの講義録が伝わっている。